# Comedy Central
Comedy Central é uma rede e canal pago de humor dos Estados Unidos famoso pelos seus programas de comédia. Pertence à Paramount Media Networks. Entre os destaques de sua programação, está a animação South Park.
A versão brasileira do canal estreou no dia 1º de fevereiro de 2012. O canal disponibiliza áudio em espanhol e português. O Brasil foi o primeiro país da America Latina a receber o canal, e o país com a maior população depois dos Estados Unidos, com mais de 200 milhões de habitantes, além de ter programas feitos exclusivamente no Brasil.
Na Espanha, a Viacom adaptou o formato do canal sob o nome Paramount Comedy, mas depois passou a se chamar Comedy Central.